# Julius Rosenbaum (Maler, 1879)
Julius Rosenbaum (geboren 9. Juli 1879 in  Neuenburg, Westpreußen; gestorben 24. August 1956 in Den Haag) war ein jüdischer deutsch-britischer Maler und Grafiker. Er wurde in der Weimarer Republik bekannt als Karikaturist und Verfasser von Beiträgen für Kunstzeitschriften und Satiremagazine. Er schrieb für den Vorwärts, die BZ am Mittag und andere Publikationen des Scherl-Verlags. Als Maler zählt er zur Stilrichtung des Expressionismus. Er war Mitbegründer und Leiter des Berliner Künstlerbundes sowie Mitglied der Berliner Secession und Mitinitiator der Juryfreien Ausstellungen. Aufgrund seiner Verfolgung als Jude und seiner Flucht nach England geriet er in den Jahren nach dem Zweiten Weltkrieg in Deutschland in Vergessenheit.

## Biographie

### Familie und Schulzeit
Julius Rosenbaum wurde 1879 als Sohn des Kaufhausbesitzers Simon Rosenbaum und seiner Ehefrau (eine gebürtige Stein) in Neuenburg geboren. Er hatte einen Bruder und vier Schwestern. Seine Schwester Cäcilie starb 1930, seine Schwester Rosa 1940. Sein Bruder Max und seine beiden Schwestern Betty und Johanna wurden 1943 im KZ Auschwitz ermordet. Im Jahr 1898 schloss er seine Schulbildung an einem Gymnasium in Breslau ab.

### Künstlerischer Werdegang
Von 1900 bis 1901 war Rosenbaum Student an der Académie Julian, einer privaten Kunsthochschule in Paris. Dort studierte er u. a. bei Henri Matisse. Anschließend setzte er seine Studien an der Münchener Kunstakademie fort. 1905 war er einige Zeit in Italien und kehrte anschließend nach Breslau zurück. 1910 zog er nach Berlin und studierte bei Lovis Corinth. Kurz darauf gründete er einen „Berliner Künstlerbund“ mit dem Ziel, zur Verbesserung der materiellen und finanziellen Bedingungen des Künstlerstandes beizutragen. Er war Mitinitiator der Juryfreien Ausstellungen. Von 1914 bis 1918 diente er im Ersten Weltkrieg.

### Berliner Jahre nach dem Ersten Weltkrieg
Von 1918 bis 1933 war Rosenbaum freiberuflicher Maler und Grafiker in Berlin. 1921 war er Mitbegründer der Berliner Ortsgruppe des Reichswirtschaftsverbands bildender Künstler Deutschlands, der sich 1927 umbenannte in Reichsverband bildender Künstler Deutschlands.  Er war Mitglied der Berliner Secession und nahm regelmäßig an deren Ausstellungen teil. Als Illustrator und Karikaturist, war er Verfasser von Beiträgen für Zeitungen und Zeitschriften des Scherl-Verlags, wie z. B. Der wahre Jacob, Vorwärts, Konfektionär, B.Z. am Mittag, Ulk oder Die Werkstatt der Kunst. Mit seinen Beiträgen für die Werkstatt der Kunst setzte er sich vor allem in den Elendsjahren nach 1918 für den organisatorischen Zusammenschluss der bildenden Künstler in Deutschland ein, um der Verelendung des Künstlerstandes entgegenzuwirken. Als Karikaturist und Satiriker schrieb er vor allem gegen die aufkommende Nazidiktatur. 1930 heiratete er die Malerin Adele Reifenberg.

### Berliner Jahre nach der Machtübernahme durch die Nationalsozialisten
Nach dem 30. Januar 1933 wurde Rosenbaum aus dem Berliner Künstlerbund ausgeschlossen und erhielt Arbeits- und Ausstellungsverbot. 1933 gründete Julius Rosenbaum mit Unterstützung der Jüdischen Gemeinde die Jüdische Künstlerhilfe in Berlin. 1933 war er auf deren ersten Ausstellung in den Wandelgängen des Berliner Theaters vertreten. Von 1933 bis 1934 absolvierte er eine Umschulung als Berufsschullehrer. Von 1934 bis 1939 bildete er männliche Jugendliche in verschiedenen Handwerksberufen aus, um sie auf ihre bevorstehende Emigration vorzubereiten. Außerdem organisierte er Künstlertreffs zur Vorbereitung auf deren Emigration. Bis 1938 war Rosenbaum öfter zum Malen in Malcesine am Gardasee.
Seine Werke im Jüdischen Museum gingen verloren, als es am 10. November 1938 durch die Gestapo geschlossen wurde. Andere Werke wurden aus Angst vor den Durchsuchungen der Gestapo zerstört.

### Emigration nach Großbritannien
1939 emigrierten Julius und Adele Rosenbaum mit einem Transitvisum, das ein halbes Jahr Gültigkeit hatte, nach London. Ihre ursprünglichen Pläne, in die USA auszuwandern, wurden durch den Ausbruch des Zweiten Weltkrieges verhindert. Somit war Rosenbaum 1939 ohne Arbeitserlaubnis in London. 1940 wurde er auf der Isle of Man interniert und aus gesundheitlichen Gründen im gleichen Jahr wieder freigelassen. Anschließend arbeitete er als Mechaniker, Handwerker und als Fabrikarbeiter hauptsächlich für die Kriegsindustrie. Nach einer Krankheit in 1941 restaurierte er in Heimarbeit Gegenstände aus Porzellan und Elfenbein für Kunsthändler. Ab 1941 beteiligte er sich mit seiner Frau an Ausstellungen der Ben Uri Art Gallery in London und wurde Mitglied der Ben Uri Art Society. Dort hatte er auch seine erste Einzelausstellung. Ab 1942 gab er privaten Kunstunterricht. 1948 war er mit seiner Frau Mitbegründer einer Privatschule im Belsize Park in London. 1953 und 1956 besuchte er wiederholt Freunde in Frankreich und den Niederlanden. Auf einer dieser Reisen verstarb Julius Rosenbaum am 24. August 1956 in Den Haag.

## Werke (Auswahl)
- 1904: „Junge mit Hut“, Radierung, 37 × 30 cm, Ben Uri Gallery & Museum London
- 1905: „Florenz“, Öl auf Leinwand, 30,5 × 36 cm, Ben Uri Gallery & Museum London
- 1910: „Brücke“, Radierung, 28 × 19,5 cm
- 1911: „Streichholzverkäufer“, Öl auf Leinwand
- 1912: „Dame in Blau“, Öl auf Leinwand
- 1917: „Ruinen“, Aquarell; 57,7 × 43,8 mm
- 1918: „Die neunte Kriegsanleihe“, Tusche aquarelliert, Illustration, 95 × 62 cm
- 1920: „Fabriklandschaft“; Radierung, 24,8 × 22 cm
- 1922: „Station“ (Berlin, Schlesischer Bahnhof), Öl auf Leinwand, 64,6 × 90,4 cm
- 1923: „Rollwerk bei Stettin“, Öl auf Leinwand, 60 × 50 cm
- 1931: „Stettiner Hafen“, Öl auf Leinwand, 72,3 × 96,1 cm
- 1931: „Straße mit Hinterhäusern in Berlin-Schöneberg“, Öl auf Leinwand, 61 × 71 cm; Berlinische Galerie
- 1932: „Gasometer“ (Berlin, Schöneberg), Öl auf Leinwand, 57,8 × 71,2 cm
- 1934: „Der Kundschafter Mose“, Öl auf Leinwand
- 1936: „Hafen“, Öl auf Leinwand, 65 × 69 cm, Ben Uri Gallery & Museum London
- 1937: „Moses schlägt Wasser aus dem Felsen“, Öl auf Leinwand
- 1945: „Nacht in Paris“, Öl auf Sperrholz, 25,5 × 34 cm
- 1945: „Charlotte“, Öl auf Leinwand, 80 × 52 cm, Ben Uri Gallery & Museum London[5]
- 1959: „Frühlingsgarten“, Öl auf Leinwand, 50 × 39,5 cm

## Ausstellungen (Auswahl)
- 1920: Große Kunstausstellung im Glaspalast in Berlin – Sammelausstellung[6]
- 1921: Rathaus Berlin Schöneberg – Sammelausstellung[7]
- 1922: Berliner Secession – Sammelausstellung[8]
- 1924: Galerie Eduard Schulte Berlin – Sammelausstellung[9]
- 1941: Ben Uri Art Gallery London – Einzelausstellung.[2]
- 1948: Royal Academy Exhibition London – Sammelausstellung[10]
- 1951: Ben Uri Art Gallery London – Sammelausstellung[11]
- 1957: Ben Uri Art Gallery London – Memorial Exhibition Julius Rosenbaum & Adele Reifenberg – Einzelausstellung[12]